# Nine Lives (2016)
Nine Lives (bra: Virei um Gato; prt: Aqui Há Gato!) é um filme de comédia de fantasia de 2016 dirigido por Barry Sonnenfeld, escrito por Gwyn Lurie, Matt R. Allen, Caleb Wilson, Dan Antoniazzi e Ben Shiffrin, e estrelado por Kevin Spacey, Jennifer Garner, Robbie Amell, Cheryl Hines, Malina Weissman e Christopher Walken. É uma coprodução internacional entre França e China. A trama segue um pai workaholic que tem sua mente presa dentro do novo gato de sua filha. O filme foi lançado pela EuropaCorp em 5 de agosto de 2016 e arrecadou US $ 57 milhões. Foi criticado pelos críticos, que o chamaram de não original e sem graça.

## Sinopse
Tom Brand (Kevin Spacey) é um magnata dos negócios que separou sua filha Rebecca (Malina Weissman) e sua esposa Lara (Jennifer Garner). Com pressa para conseguir um presente de última hora para o aniversário de sua filha, ele vai a uma misteriosa loja de animais administrada por Felix Grant (Christopher Walken) e compra um gato. No caminho para casa, Tom se envolve em um acidente e fica preso dentro do corpo do gato. Felix diz a ele que ele deve se reconciliar com sua família dentro de uma semana ou ele permanecerá um gato para sempre.

## Elenco
- Kevin Spacey[4] como Tom Brand, um magnata e dono da FireBrand que acaba no corpo de um gato.
- Jennifer Garner[5] como Lara Brand, Segunda esposa de Tom, mãe de Rebecca e madrasta de David.
- Robbie Amell[5] como David Brand, o filho de Tom e Madison, o meio-irmão mais velho de Rebecca e Nicole, e o enteado de Lara, que trabalha na FireBrand.
- Cheryl Hines como Madison Camden, a ex-esposa de Tom e a mãe de David e Nicole.
- Mark Consuelos[6] como Ian Cox, o principal gerente da FireBrand que planeja assumir o controle da empresa.
- Malina Weissman[7] como Rebecca Brand, filha de Tom e Lara e meia-irmã paterna de David.
- Christopher Walken como Felix Perkins,[8] o mágico e dono de uma loja de animais exóticos.

## Recepção

### Críticas
O filme recebeu todo tipo de críticas. O site Rotten Tomatoes informou que 14% dos críticos deram opiniões ruins ao filme baseado em 66 análises com uma pontuação média de 2.9/10. Outro site, o Metacritic, deu ao filme uma pontuação média de 11%, com base em 16 comentários.